# کاترین اشمیگون
کاترین اشمیگون (انگلیسی: Katrin Šmigun; ۲۱ اکتبر ۱۹۷۹) اسکی‌باز صحرانوردی اهل استونی بود.
وی در دو دوره از بازی‌های المپیک زمستانی ۱۹۹۸ و ۲۰۰۲ شرکت کرده‌است.